# Cáliz (recipiente)

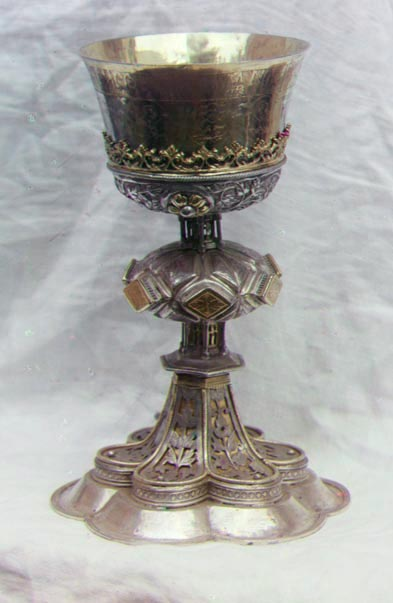
Cáliz

El cáliz o cálice (del latín calix) es el vaso en el que el sacerdote católico consagra el vino en la eucaristía. Hay que notar que el cáliz en el cristianismo no es solo usado por la liturgia católica sino por otras iglesias cristianas (aunque se le apliquen otros nombres de acuerdo con cada población) y que deriva de la copa principal usada en el Pésaj ya que Jesucristo en la última cena que era en Pésaj o en  vísperas del Pésaj (Pasaje) usó tal importante elemento ritual para establecer la que luego en lenguas romances se denomina común unión o comunión a través del rito de la eucaristía.

## Taxonomía
Los cálices para el servicio del altar se clasifican en tres tipos:
- consagrados o sacrificales, que se emplean en la liturgia. Son los únicos que están todavía en uso.
- ministeriales, que servían para administrar a los fieles la comunión en la especie de vino.
- ofertorios, que tenían por objeto reunir el vino que los fieles entregaban en el ofertorio de la misa.

Las dos últimas clases no se distinguían de la primera más que por su tamaño y quizás por su menor riqueza, pero dejaron de usarse en el siglo XIII.

## Fabricación

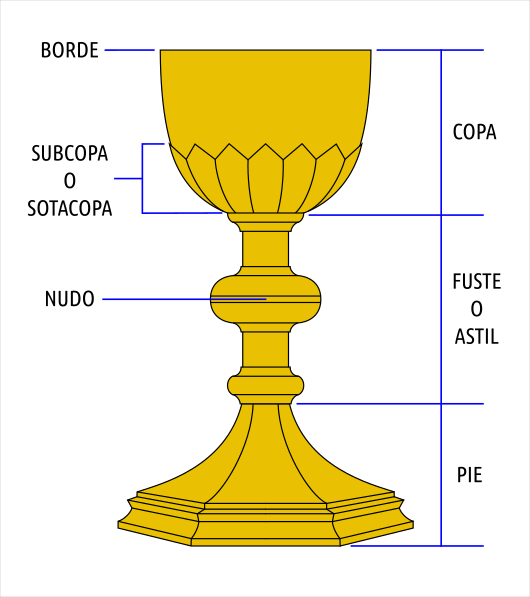
Esquema con las partes de un cáliz litúrgico

El material en que están fabricados todos ellos fue muy variado en los primeros siglos, empleándose de igual forma la plata, el oro, la piedra ágata, el vidrio, el cuerno y la madera, según los recursos de las Iglesias o de los donantes. Pero ya a mediados del siglo IX el papa León IV prohibió los de madera, plomo y vidrio, bastante raros ya desde el siglo VII, y a principios del XIII se suprimieron todos los que no tuvieran la copa de oro, plata o estaño, quedando también excluido este último metal en la época moderna.
La forma de los cálices suele ofrecer mayor constancia en cada época y sirve por lo mismo para conocer la antigüedad de su fabricación. Hasta el siglo VI iban habitualmente provistos de asas, y aunque por entonces (del VI al X) fue desapareciendo este accesorio y la copa se hizo muy profunda, continuaron algunos cálices aún con asas en el siglo X no perdiéndolas casi nunca en los llamados ministeriales y ofertorios. Desde el siglo X al XIII tomó la copa de los cálices una forma semiesférica, la cual se une a un estrecho pie, mediante un tallo corto (pues antes no tenían los cálices tallo, sino un simple nudo entre el pie y la copa) y un nudo grueso. En el siglo XIII, se observa algún desarrollo del tallo, pero siguen las formas románicas, entrando las ojivales al final de dicho siglo. El tipo de cáliz ojival (que se estila hasta ya entrado el siglo XVI) ofrece la copa más o menos cónica y de menor capacidad que antes (a menudo, reforzada por una subcopa) un tallo esbelto con su nudo prismático y un pie proporcionado a la copa, siempre anguloso o lobulado. En el siglo XVI, la copa de los cálices se presenta acampanada o en forma de tulipán. El pie, circular o lobulado y los adornos platerescos sustituyen a los ojivales que cubrían la subcopa, el pie y el nudo (a veces, doble), la cual forma sigue en los siglos XVII y XVIII pero cambiando la decoración de plateresca a barroca.
Desde el papa Francisco el cáliz papal es obra del platero argentino Juan Carlos Pallarols.

## Tipología

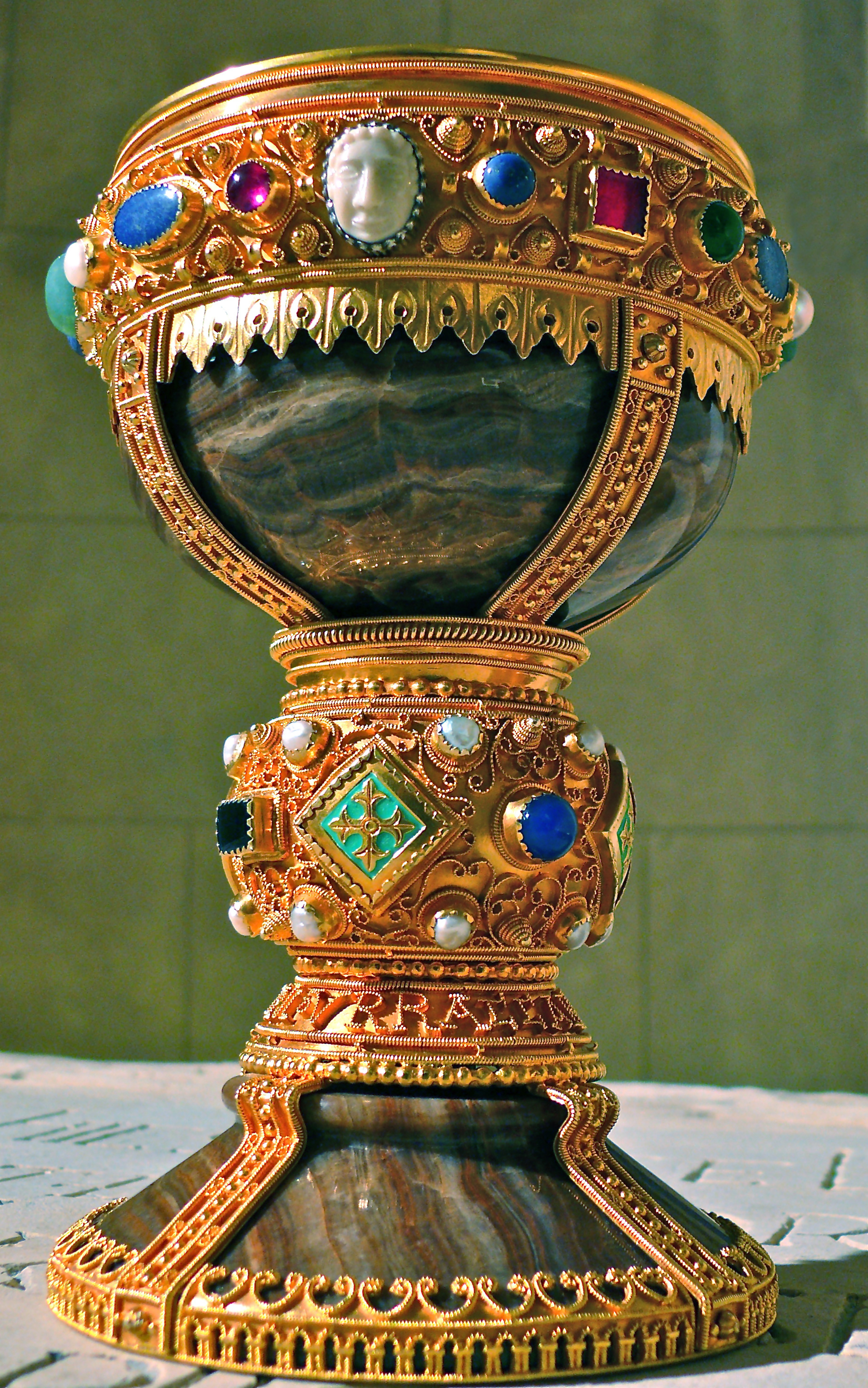
Cáliz de doña Urraca
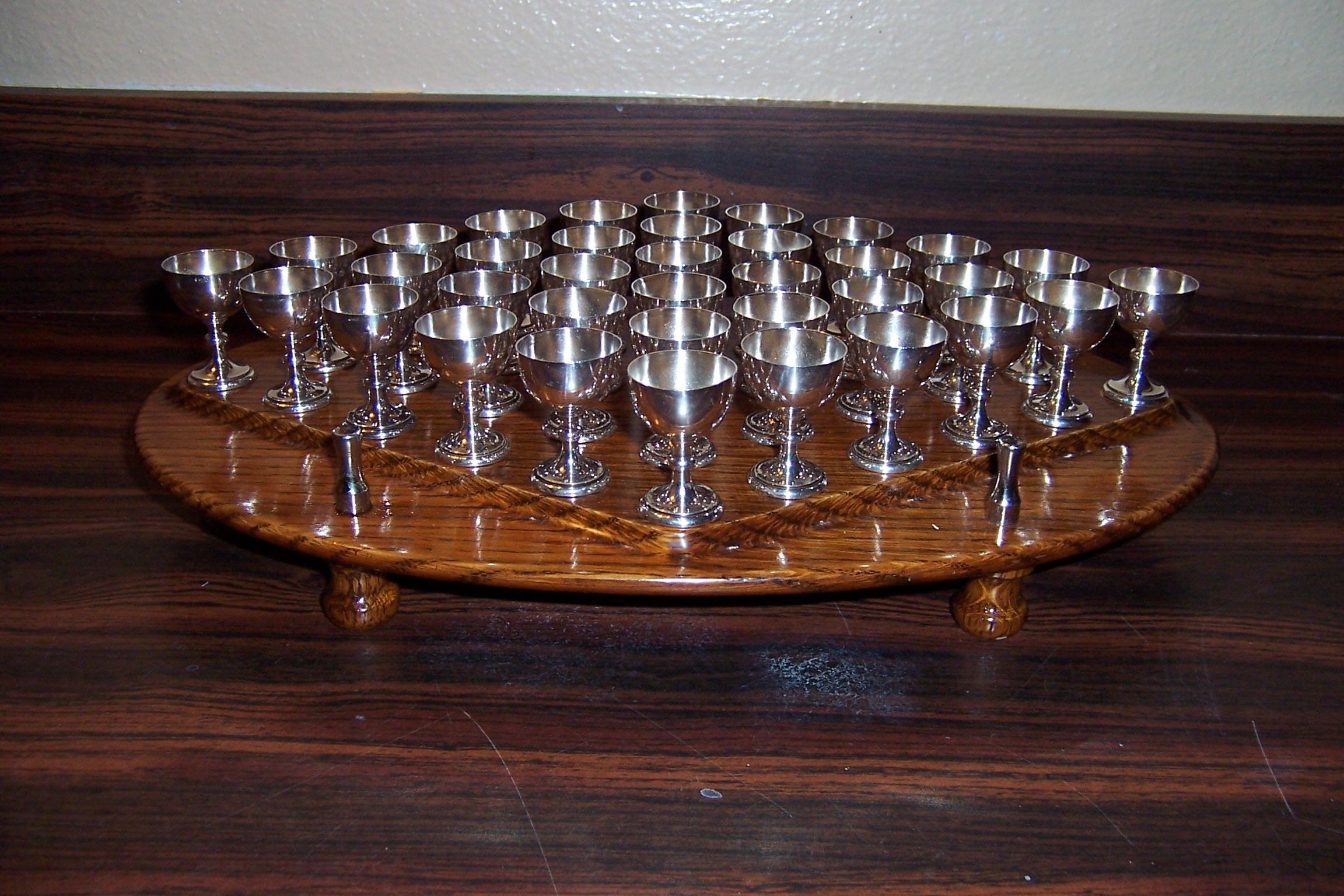
Copas protestantes de comunión con forma de cálices individuales
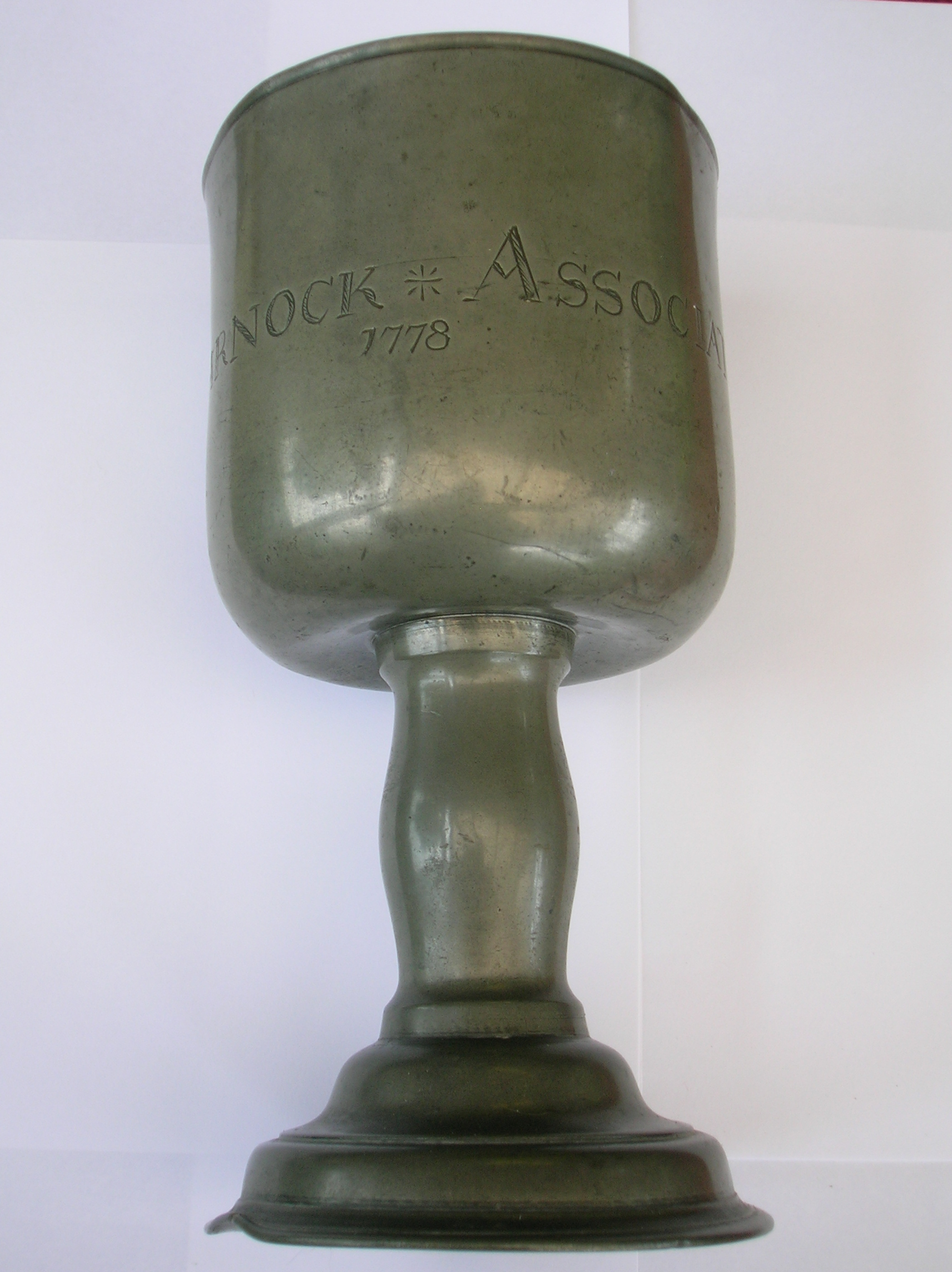
Copa de Comunión Presbiteriana de 1778